# 胡榮 (紅色高棉)
胡榮（高棉語： Hou Yuon，1930年—？）是前柬埔寨共產黨重要領導人之一。出生在柬埔寨的磅湛省，有一半的華人血統。早年在西索瓦高校唸書，他的同學中有不少後來成為紅色高棉的領導人。與其他領導人不同的是，他出身貧寒，父親是種植水稻和菸草的農民。後來他前往巴黎大學學習經濟學和法律，獲得博士學位。他的經濟學博士論文中提到的論點後來成為紅色高棉經濟方針的基石。1952年，與沙洛特紹（即後來的波布）、英薩利等左翼人士一起，給施亞努親王發出公開信，指責他「扼殺新興的民主」。柬埔寨脫離法國獨立之後，胡榮於1958年至1963年期間在柬埔寨王國政府中擔任過數個部長的職務。施亞努此舉是為了牽制右翼的首相朗諾的勢力。紅色高棉發動三洛起義之後，他被施亞努指責為激起動盪的罪魁禍首，逃往叢林裡，投奔紅色高棉。1970年柬埔寨政變之後，胡榮被朗諾任命為合作社部長。他曾多次批評波布、農謝，與他們產生了矛盾。1974年，被投入集中營並消失。一種傳聞是，他在紅色高棉攻陷金邊之後，在磅湛省的斯雷桑托縣被殺害，屍體投入湄公河。另一種說法是他直到1976年底仍被關押在上丁省上丁縣的一處集中營，後來死在那裡。